# Конвей, Вильям
Вильям Конвей (англ. William Conway; 1802, Камден, Мэн — 30 ноября 1865, Бруклин, Нью-Йорк) — квартирмейстер ВМС США, герой Гражданской войны в США.
Служил в Калифорнии в городе Пенсакола на Уорренгтонской военно-морской верфи.
12 января 1861 года верфь была сдана мятежниками силам конфедератов. Лейтенант конфедератов Фредерик Киншау приказал Конвею спустить американский флаг, на что получил отказ Конвея, ответившего, что служит под этим флагом 40 лет и не будет этого делать. Конвей был арестован и взят в кандалы.
В дальнейшем Конвей был отправлен на север, где и провел оставшуюся жизнь, скончавшись в Бруклине.
За свой патриотический поступок был представлен жителями Калифорнии к золотой медали.

## Память
- Два корабля ВМС США были названы в честь В. Конвея: USS Craven (DD-70), USS Conway (DD-507).
- В августе 1906 года в Камдене был установлен монумент в честь В. Конвея — гранитный валун с бронзовой табличкой с надписью «в честь его стойкой верности» («honoring his sturdy loyalty»).